# Compositio Mathematica
Composition Mathematica est une revue de mathématiques bimestrielle revue par les pairs créée par Luitzen Egbertus Jan Brouwer en 1935. Elle est publiée par Cambridge University Press. Selon le Journal Citation Reports, le journal a en 2011 un facteur d'impact de 1.187, le classement au 26ème rang des 288 revues dans la catégorie "Mathématiques". Depuis 2004, le journal est publié par Cambridge University Press en collaboration avec la London Mathematical Society.
Les rédacteurs en chef sont Jochen Heinloth (de), E. M. Opdam, Lenny Taelman, et Burt Totaro (UCLA).

## Histoire
Le journal a été créé par Brouwer en réponse à son départ de Mathematische Annalen en 1928. L'annonce de la nouvelle revue a été faite dans un numéro de 1934 de The American Mathematical Monthly. En 1940, la publication du journal a été suspendue en raison de l'occupation allemande des Pays-Bas.